# .454 Casull
Pour les articles homonymes, voir 454 (homonymie).
Le .454 Casull est une cartouche de revolver inventée en 1957 par Dick Casull et Jack Fulmer sur la base de la .45 Colt et utilisée essentiellement aux États-Unis pour la chasse. Elle est longtemps restée une cartouche artisanale et n’est diffusée commercialement que depuis la fin des années 1990, peu d’armes étant en mesure de la tirer.

## Historique
La cartouche est inventée en 1957 par Dick Casull et Jack Fulmer sur la base d’un étui de .45 Colt, les essais étant réalisés avec des revolvers Colt et Ruger modifiés. D’abord appelée .454 Magnum Revolver, elle est annoncée publiquement pour la première fois en novembre 1959 dans la revue Guns & Ammo. Elle est renommée par la suite .454 Casull et son étui est légèrement modifié afin d’empêcher physiquement son insertion dans les revolvers chambrés en .45 Colt. Elle reste pendant longtemps une cartouche artisanale avant que les munitionnaires ne commencent à la produire de manière industrielle et qu’elle soit ainsi commercialisée. Il n’y a toutefois encore en 2014 que le seul revolver conçu par Dick Casull et fabriqué par Freedom Arms qui est chambré nativement pour cette cartouche.
La .454 Casull est essentiellement destinée à la chasse au pistolet, notamment pour les gibiers dangereux comme les ours. Elle est aussi employée de manière limitée dans le tir à la silhouette métallique.

## Description

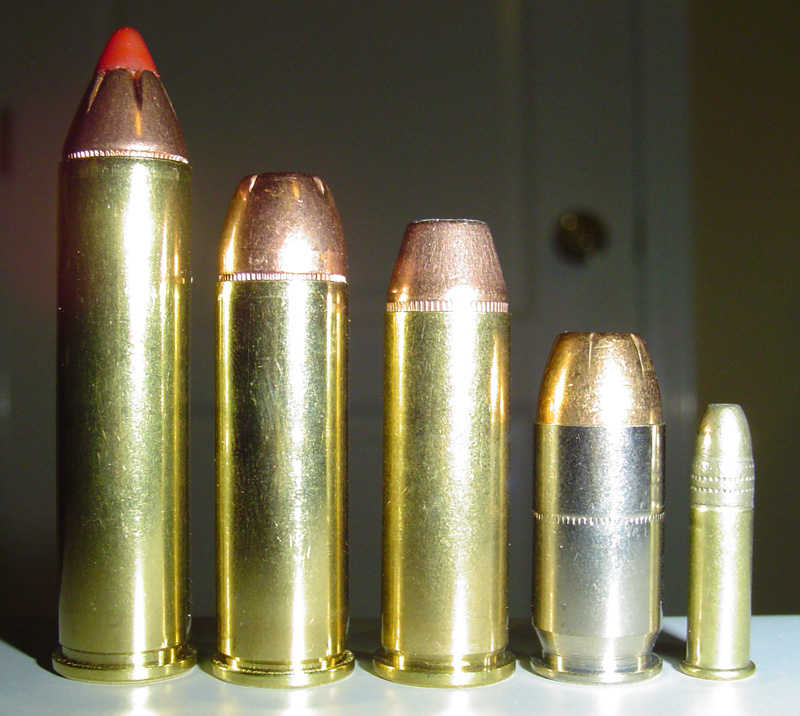
De gauche à droite : .460 S&W Magnum, .454 Casull, .44 Magnum, .45 ACP, .22 LR.

La cartouche .454 Casull est une cartouche à percussion centrale et étui droit à bourrelet. La cartouche mesure 1,70 pouces (43,18 mm) de long, dont 1,39 pouces (35,31 mm) pour l’étui. Ce dernier a un diamètre de 0,480 pouces (12,19 mm) à la base et 0,512 pouces (13 mm) au culot. Les amorces sont de type Boxer et font 0,175 pouces (4,45 mm) de diamètre.
La balle fait 0,452 pouces (11,48 mm) de diamètre et est généralement chemisée. Le poids de la balle et celui de la charge de poudre varient selon les modèles et les fabricants, de même que le type de poudre. La quantité de poudre est généralement comprise entre 26 grains (1,68 g) et 31 grains (2,01 g). Par conséquent la vitesse initiale et la puissance en sortie de bouche varient également dans une fourchette allant environ de 400 m/s et 2 350 J à 584 m/s et 2 600 J.